# Spirit of Manila Airlines
Spirit of Manila Airlines war eine philippinische Billigfluggesellschaft mit Sitz auf dem Flughafen Angeles City, der früheren US-amerikanischen Clark Air Base, 60 km nordwestlich von Manila.

## Geschichte
Die Fluggesellschaft wurde 2008 ins Leben gerufen. Geplant war zunächst ab dem Flughafen Angeles City Ziele im nahen Osten und der Region Asien anzufliegen. Dazu gehörte auch die mit Zwischenstopps ausgestattete Flugverbindung Angeles City–Bangkok–Karatchi–Bahrain, welche nur kurzzeitig geflogen wurde. Das erste Flugzeug, welches die Fluggesellschaft in Empfang nahm, war eine zuvor bei Avianca eingesetzte MD-83. Später flog die Fluggesellschaft lediglich eine Strecke, und zwar Angeles City–Taipeh, welche dreimal wöchentlich bedient wurde. Im ersten Halbjahr 2011 wurde der Betrieb wieder eingestellt.

## Flotte
Mit Stand Februar 2011 bestand die Flotte aus folgenden Flugzeugen:
- 2  McDonnell Douglas MD-83